# Scheinfeld
Scheinfeld är en stad i Landkreis Neustadt an der Aisch-Bad Windsheim i Regierungsbezirk Mittelfranken i förbundslandet Bayern i Tyskland. Scheinfeld har cirka 4 900 invånare.
Staden ingår i kommunalförbundet Scheinfeld tillsammans med köpingarna Markt Bibart, Markt Taschendorf, Oberscheinfeld och Sugenheim samt kommunen Langenfeld.

## Ortsteile
Scheinfeld består av arton ortsdelar (Ortsteile):
| - Burgambach - Einsiedelei - Erlabronn - Grappertshofen - Hohlweiler - Hohlweilermühle | - Klosterdorf - Kornhöfstadt - Neuses - Oberlaimbach - Ruthmannsweiler - Scheinfeld | - Schnodsenbach - Schwarzenberg - Thierberg - Unterlaimbach - Vettermühle - Zeisenbronn |

## Personer från Scheinfeld
1. ↑  Alle politisch selbständigen Gemeinden mit ausgewählten Merkmalen am 31.12.2018 (4. Quartal) (på tyska), Statistisches Bundesamt, läs online, läst: 10 mars 2019.[källa från Wikidata]
2. ↑  Alle politisch selbständigen Gemeinden mit ausgewählten Merkmalen am 31.12.2023, Statistisches Bundesamt, 28 oktober 2024, läs online, läst: 16 november 2024.[källa från Wikidata]
3. 1 2  ”Alle politisch selbständigen Gemeinden mit ausgewählten Merkmalen am 31.03.2020” (Excel). Statistisches Bundesamt. 2020. https://www.destatis.de/DE/Themen/Laender-Regionen/Regionales/Gemeindeverzeichnis/Administrativ/Archiv/GVAuszugQ/AuszugGV1QAktuell.xlsx?__blob=publicationFile. Läst 7 mars 2021.

- Hans Werner von Aufseß (1909–1978), tysk jurist och SS-officer